# Takeda Pharmaceutical

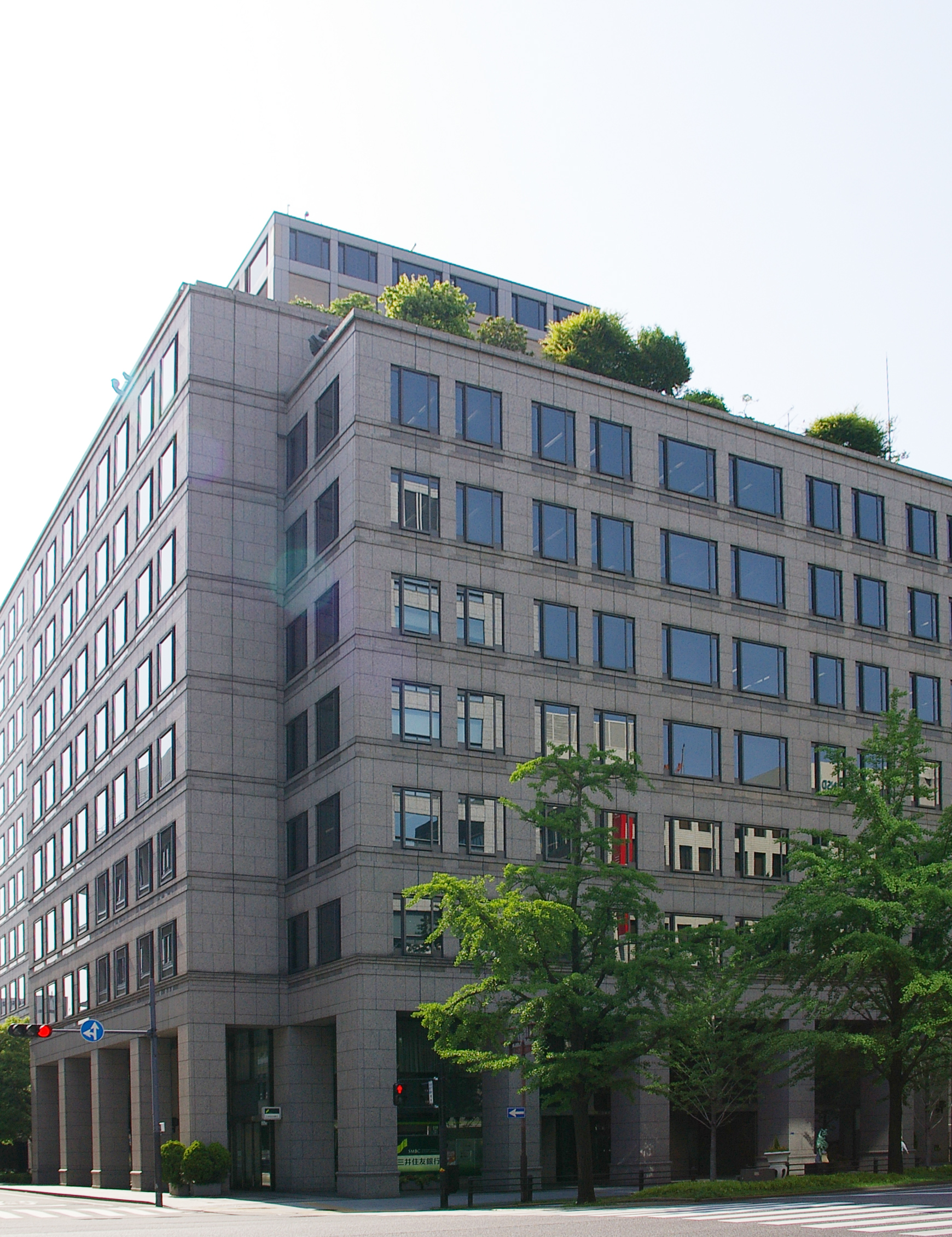
Siège principal à Chūō-ku, Osaka, Japon

Takeda Pharmaceutical (武田薬品工業株式会社, Takeda Yakuhin Kōgyō Kabushiki-gaisha) (TSE : 4502) est la plus grande[réf. nécessaire] entreprise pharmaceutique japonaise. Elle possède des bureaux en Europe et aux États-Unis. Le siège social pour l'International est basé à Opfikon, en Suisse. Le centre de recherche se trouve à Lincolnshire, aux États-Unis. L'un des produits-phares de la société est Actos (Pioglitazone), un médicament pour le traitement du diabète sucré de type 2. La société Takeda est actuellement dirigée par Christophe Weber, un pharmacien français diplômé de l'Institut de pharmacie industrielle de Lyon.

## Histoire
Chobei Takeda I avait 32 ans lorsqu'il ouvrit en 1781 une boutique de remèdes traditionnels à Doshō-machi (actuel quartier Chūō-ku d’Ōsaka). En 1895, ses successeurs firent construire la première usine chimique de la firme. Takeda importait elle-même ses composants de base depuis le Royaume-Uni, les États-Unis, l'Allemagne et l'Espagne.
En 1981, la création de Takeda Pharma GmbH à Berlin marqua la première joint venture avec le chimiste Grünenthal GmbH. En 1985, Takeda a créé un partenariat à 50% avec le chimiste américain Abbott Laboratories : TAP Pharmaceuticals Inc. TAP s'est lancé sur le marché avec un traitement contre le cancer de la prostate. En 2011, Takeda a acquis l'entreprise suisse Nycomed pour 14 milliards de dollars.
En décembre 2015, AstraZeneca annonce l'acquisition des activités respiratoires de Takeda Pharmaceutical pour 575 millions de dollars.
En janvier 2017, Takeda annonce l'acquisition d'Ariad, entreprise américaine spécialisée dans l'oncologie, pour 5,2 milliards de dollars.
En mars et en avril 2018, Takeda lance plusieurs offres d'acquisitions sur Shire, en compétition avec Allergan. Ce dernier renonce finalement à acquérir Shire. Une de ces offres atteint le montant de 45,3 milliards de livres, soit l'équivalent de 62 milliards de dollars. Cette dernière offre est acceptée par Shire en mai 2018. Elle est constituée à 46 % en liquidité et à 54 % en échange d'action. Les actionnaires de Shire détiendront ainsi environ la moitié du nouvel ensemble.
En octobre 2019, Takeda annonce la vente de ses activités au Moyen-Orient et en Afrique à Acino pour 200 millions de dollars. En novembre 2019, Stada annonce l'acquisition d'un ensemble d'activité de médicament en vente libre en Europe de l'Est de Takeda pour 660 millions d'euros.
En avril 2020, Takeda annonce la vente de certaines de ses activités d'automédications en Europe pour 670 millions d'euros à Orifarm. En août 2020, Takeda annonce la vente de ses activités de médicament en vente libre au Japon pour 2,3 milliards de dollars à Blackstone. En mars 2021, Takeda annonce l'acquisition d'un traitement contre l'épilepsie à Ovid pour 856 millions de dollars.

## Actionnaires
Liste des principaux actionnaires au 18 octobre 2019
| Sumitomo Mitsui Trust Asset Management | 3,38% |
| BlackRock Fund Advisors                | 3,15% |
| Asset Management One                   | 2,75% |
| Causeway Capital Management            | 2,66% |
| Nippon Life Insurance                  | 2,24% |
| The Vanguard Group,                    | 1,96% |
| Nikko Asset Management                 | 1,60% |
| State Street Global Advisors           | 1,57% |
| Mondrian Investment Partners           | 1,36% |
| (plan d'épargne salariés)              | 1,29% |